# Гермаківка (гміна)
Гміна Гермаківка (пол. Gmina Germakówka) — колишня сільська гміна, яка входила до Борщівського повіту Тернопільського воєводства ІІ Речі Посполитої.
Гміна утворена 1 серпня 1934 року на підставі нового закону про самоуправління (23 березня 1933 року). Гміну створено на основі попередніх гмін: Гермаківка, Іване-Пусте, Нивра, Залісся.
Площа гміни — 75,00 км²
Кількість житлових будинків — 1893
Кількість мешканців — 8102
У 1939 році з приходом радянської влади була скасована.